# Предшколска установа „Трол” Дервента
Предшколска установа „Трол” је предшколска установа на подручју града Дервенте.

## Историјат
Предшколска установа "Трол" у Дервенти отворена је 1952, али је званично почела да ради школске 1956/1957. под називом Дјечје забавиште. Радило се са око тридесеторо дјеце, у помоћној згради, без конкретног програма. Општинска управа је 1962. купила приватну кућу и адаптирала је према потребама овог забавишта, које је од 1970. носило назив Дјечје обданиште. Четири године касније саграђена је намјенска зграда за око 120 дјеце и игралиште, а 1975. и простор за дјецу јасличког узраста. У овом обданишту је 1991. било око 250 дјеце. Због ратних дејстава, обуставило је рад од априла 1992. до септембра 1994, а зграда је била потпуно уништена. На мјесту порушеног објекта, донацијом норвешке владе, 1997.
изграђена је нова зграда, а обданиште је добило назив "Трол", који је, по једној норвешкој легенди, заштитник дјеце. Пререгистровано је 2012. у предшколску установу. Посљедњих година просјечно збрињава око 130 дјеце, о којима брину 22 радника, међу којима је 13 васпитача. Поред цјеловитог, организују се и специјализовани развојни програми, од којих најдужу традицију
има мала школа сликања, као и тромјесечни програм за дјецу пред полазак у школу. Предшколска установа "Трол" препознатљива је по активностима којима проширују и продубљују дјечија сазнања, као и по објављеним публикацијама Мој вртић и ја и Рефлексивни практикум. Добитник је Деветнаестоаприлске повеље Општине Дервента (1975).